# Tanya Gold
Tanya Gold (ur. 31 grudnia 1973 roku w Merton, Surrey) – angielska dziennikarka. Kształciła się w Kingston Grammar School oraz w Merton College w Oxfordzie. Pisała do wielu brytyjskich gazet,  w tym The Guardian, Daily Mail, The Independent, The Daily Telegraph, The Sunday Times i Evening Standard, oraz także dla czasopisma The Spectator. W 2009 i 2010 roku została wyróżniona nagrodą British Press Awards w kategorii Feature Writer of the Year. 